# ساندرا ماندیر
ساندرا ماندیر (کرواتی: Sandra Mandir؛ زادهٔ ۴ اوت ۱۹۷۷) بازیکن بسکتبال زن اهل کرواسی است.
وی در مسابقات کشوری و بین‌المللی در مجموع برندهٔ ۱ مدال نقره شده‌است.